# Pedro Monzón
Pedro Damián Monzón (Goya, 23 de fevereiro de 1962) é um ex-futebolista e atualmente técnico de futebol argentino. que atuava como zagueiro.

## Carreira
Atuou pelos times Union de Santa Fé, Independiente, Barcelona, Huracán, Quilmes, Alianza de Lima, Atlético Tucumán e Santiago Wanderes.

## Seleção
Ele integrou a Seleção Argentina de Futebol nos Jogos Olímpicos de 1988, de Seul. E participou da Seleção argentina, sendo vice-campeão da Copa do Mundo de 1990, na Itália. Acabou tornando-se o primeiro jogador expulso em uma final, após cometer falta dura em Jürgen Klinsmann.

## Treinador
Como técnico, treinou os times Independiente, Potros, Olmedo, Veracruz, Chacarita Juniors e Quilmes.

## Títulos
Independiente
- Primera División Argentina: Metropolitano 1983, 1988–89
- Copa Libertadores: 1984
- Copa Intercontinental: 1984